# Linia kolejowa Lipsk – Eilenburg
Linia kolejowa Lipsk – Eilenburg – dwutorowa i zelektryfikowana magistrala kolejowa w Niemczech, w kraju związkowym Saksonia. Wybudowana została przez Halle-Sorau-Gubener Eisenbahn jako Eilenburger Eisenbahn. Biegnie z Lipska do Eilenburga, stanowiąc część połączenia Lipsk – Chociebuż.